# これが問題!土曜8時
『これが問題!土曜8時』（これがもんだい どようはちじ）は、1990年4月7日から12月まで、読売テレビ制作により日本テレビ系列で生放送されていた報道番組である。放送時間は毎週土曜 8:00 - 9:25（JST）。司会は作家の市川森一が務めた。

## 概要
在阪準キー局では、1970年代より土曜8時台の全国ネットワイドショー番組が製作されていたが、在阪準キー局でこの種の番組を手掛けていなかった読売テレビが、毎日放送・朝日放送（現：朝日放送テレビ）・関西テレビに出遅れた形で進出した。報道をエンターテインメント化した編成が特色だったが、1990年12月をもって終了。この番組の放送枠は1991年1月からの『ウェークアップ!』→『ウェークアップ!ぷらす』→『ウェークアップ』へと引き継がれ、2025年3月29日に終了するまで30年以上続いた。同年4月5日からは放送時間を同じ土曜日の昼に移動して『サタデーLIVE ニュース ジグザグ』（11:55 - 13:30）が放送されている。

## ネット局
| 放送対象地域   | 放送局             | 系列           | 備考                        |
| -------------- | ------------------ | -------------- | --------------------------- |
| 近畿広域圏     | 読売テレビ         | 日本テレビ系列 | 制作局                      |
| 関東広域圏     | 日本テレビ         | 日本テレビ系列 |                             |
| 北海道         | 札幌テレビ         | 日本テレビ系列 |                             |
| 岩手県         | テレビ岩手         | 日本テレビ系列 |                             |
| 宮城県         | ミヤギテレビ       | 日本テレビ系列 |                             |
| 福島県         | 福島中央テレビ     | 日本テレビ系列 |                             |
| 新潟県         | テレビ新潟         | 日本テレビ系列 |                             |
| 静岡県         | 静岡第一テレビ     | 日本テレビ系列 |                             |
| 富山県         | 北日本放送         | 日本テレビ系列 | 1990年10月6日からネット開始 |
| 石川県         | テレビ金沢         | 日本テレビ系列 | [ 注釈 2 ]                  |
| 中京広域圏     | 中京テレビ         | 日本テレビ系列 |                             |
| 鳥取県・島根県 | 日本海テレビ       | 日本テレビ系列 |                             |
| 広島県         | 広島テレビ         | 日本テレビ系列 |                             |
| 香川県・岡山県 | 西日本放送         | 日本テレビ系列 |                             |
| 福岡県         | 福岡放送           | 日本テレビ系列 |                             |
| 熊本県         | くまもと県民テレビ | 日本テレビ系列 |                             |

### 備考
- 放送当時は日本テレビ系にクロスネット局が数局あったほか、前述の通り日テレ系にて土曜朝のワイドショー放送枠が確立されていなかったこともあり、当番組をネットしていたのは、原則としてフルネット局のみにとどまっていた。
- 未ネット局のうち、各局では、以下の番組を同時間帯にそれぞれネットしていた。
  - 北日本放送[注釈 3]、四国放送、南海放送の3局：毎日放送制作のワイドショー（当時の番組は『すてきな出逢い いい朝8時』）
  - テレビ長崎[注釈 4]、テレビ大分、テレビ宮崎、鹿児島テレビ[注釈 5]の4局：関西テレビ制作の番組（当時の番組は『土曜大好き!830』）
  - それ以外の局：朝日放送制作のワイドショー（当時の番組は『桂三枝のにゅーすコロンブス』）
  - これらの局のうち、1990年10月6日からネット開始した北日本放送および、関西テレビの番組を放送していた4局以外は、次番組『ウェークアップ!』よりytv同時ネットに切り替える[注釈 6]。四国放送と南海放送以外はテレビ朝日系新規開局に伴うクロスネット解消でのネット開始がほとんどだが、長崎県と鹿児島県は日テレ系新規開局でネット開始となった[注釈 7]。